# Lauren Schmidt Hissrich
Lauren Schmidt Hissrich (née Lauren Schmidt en 1971) est une productrice de télévision et scénariste américaine . Elle est productrice déléguée et showrunner de la série télévisée The Witcher,.

## Biographie
Lauren Schmidt Hissrich a grandi à Westerville dans l'Ohio. En 2000, elle obtient un baccalauréat universitaire ès lettres en littérature anglaise et en écriture créative à l'Université Wittenberg de Springfield,,.
Elle a écrit des scénarios pour les séries télévisées The West Wing et Justice. Elle a également écrit et produit des épisodes dans des séries telles que Parenthood, Do No Harm, Private Practice, Daredevil, The Defenders et The Umbrella Academy. En décembre 2017, elle est nommée showrunner de The Witcher, une série originale de Netflix basée sur la série de livres d'Andrzej Sapkowski.

## Vie privée
Elle vit à Los Angeles avec son mari Michael Hissrich, qui est également producteur de télévision. Elle a deux enfants, Harry et Ben,.